# Liste der Monuments historiques in Châtenois (Vosges)
Die Liste der Monuments historiques in Châtenois führt die Monuments historiques in der französischen Gemeinde Châtenois auf.

## Liste der Immobilien
| Bezeichnung    | Beschreibung           | Standort                                   | Kennzeichnung | Schutzstatus | Datum | Bild           |
| -------------- | ---------------------- | ------------------------------------------ | ------------- | ------------ | ----- | -------------- |
| Wegekreuz      | Stein, 16. Jahrhundert | Mannecourt, rue Pierre de Coubertin (Lage) | PA00107110    | Classé       | 1908  | weitere Bilder |
| Wegekreuz      | Stein, bezeichnet 1746 | Rue du Breuil (Lage)                       | PA00107111    | Classé       | 1909  |                |
| Friedhofskreuz | Stein, 15. Jahrhundert | Rue du Moulin des Moines (Lage)            | PA00107109    | Classé       | 1908  |                |

## Liste der Objekte
| Bezeichnung                | Beschreibung           | Standort                       | Kennzeichnung | Schutzstatus | Datum | Bild |
| -------------------------- | ---------------------- | ------------------------------ | ------------- | ------------ | ----- | ---- |
| Skulptur Heiliger Antonius | Stein, 16. Jahrhundert | in der Kirche St-Pierre (Lage) | PM88000130    | Classé       | 1964  |      |
| Wandvertäfelung            | Holz, 18. Jahrhundert  | im Pfarrhaus (Lage)            | PM88000131    | Classé       | 1907  |      |